# Kampagne zur Unterdrückung von Konterrevolutionären

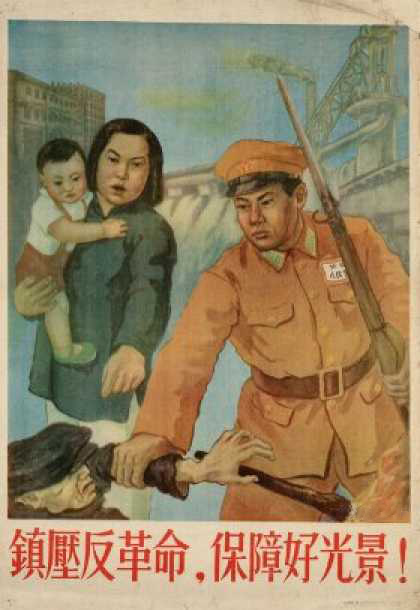
Die Propaganda der Kampagne. Der Slogan lautet „Unterdrücke die Konterrevolutionäre, sichere gute Zeiten“.

Die sogenannte Kampagne zur Unterdrückung von Konterrevolutionären (chinesisch 镇压反革命运动 / 鎮壓反革命運動; pinyin: zhènyā fǎngémìng yundong) war eine politische Kampagne der Kommunistischen Partei Chinas (KPCh), die darauf abzielte, Oppositionselemente in der Volksrepublik China buchstäblich „auszurotten“. Die blutige Kampagne begann 1950 und richtete sich hauptsächlich gegen Mitglieder der Kuomintang (KMT). Die Vorgänge der chinesischen Führung werden daher als Demozid eingestuft.
Unter der Herrschaft des „Überragenden Führers“ Mao Zedong erließ das Zentralkomitee der Kommunistischen Partei Chinas im März 1950 eine Richtlinie (中共中央关于镇压反革命活动的指示), mit der die Kampagne landesweit gestartet wurde. Einige Quellen behaupten jedoch, dass die Kampagne erst im Herbst 1950 begann. Die Bewegung endete Ende 1953. Eine große Anzahl von als „konterrevolutionär“ eingestuften Menschen wurde verhaftet und hingerichtet, während andere zur Laogai (Arbeits- und Konzentrationslager) verurteilt wurden.
Nach den offiziellen Statistiken der Kommunistischen Partei Chinas und der chinesischen Regierung von 1954 wurden allein im Wahlkampf mindestens 2,6 Millionen Menschen festgenommen, 1,3 Millionen Menschen inhaftiert und 712.000 Menschen getötet. Nach Angaben einer Forschungseinheit der Kommunistischen Partei von 1996 wurden ab 1949 bis Februar 1952 insgesamt 1.576.100 Menschen festgenommen und 873.600 zum Tode verurteilt. Unabhängige Forscher schätzen jedoch, dass die tatsächliche Zahl der Todesopfer zwischen 1 und 2 Millionen lag. Die Kampagne war ein brutaler Akt der Konsolidierung der kommunistischen Einparteienherrschaft. Durchgeführt würde es mithilfe von Homizid.
Während dieser Zeit der Menschenrechtsverbrechen waren einige der Urteile nach Ansicht der späteren Folgeregierung Chinas tatsächlich „ungerechte, Fälschung, falsche Fälle“ (冤假错案). Zum Beispiel wurde der Sohn des berühmten Schriftstellers Zhu Ziqing (朱自清) zu Unrecht verhaftet und zum Tode verurteilt (er wurde 1984 posthum rehabilitiert).